# Palazzo del Credito Italiano
Il palazzo del Credito Italiano, o palazzo UniCredit, è un edificio storico di Milano, realizzato in stile eclettico e situato in piazza Cordusio.

## Storia
Il palazzo fu costruito dall'architetto Luigi Broggi a completamento dell'ellittica piazza Cordusio. L'edificio, realizzato fra il 1901 e il 1902 è quasi contemporaneo all'altro edificio dell'architetto Broggi, il palazzo dell'ex Borsa, poi chiamato Palazzo delle Poste. Entrambi gli edifici ricevono talvolta, l'appellativo di "Palazzo Broggi", il che è fonte di malintesi. Il palazzo del Credito Italiano è invece talvolta chiamato Palazzo UniCredit a causa del fatto che la banca divenne nel 1998 la fondatrice del nuovo gruppo bancario denominato UniCredit.
La sede di piazza Cordusio, che si estende su tutto l'isolato compreso fra via Broletto e via Grossi, ha mantenuto gli uffici della Direzione generale della banca fino al settembre 2013. Da allora il cuore della banca si è spostato nell'avveniristica Torre UniCredit progettata da César Pelli in piazza Gae Aulenti, al centro dell'intervento urbanistico della zona della Stazione Porta Garibaldi, mentre la vecchia sede centrale costruita da Luigi Broggi è stata ceduta, nella primavera 2015, al gruppo cinese Fosun.
Dal 2017 l'edificio è oggetto di lavori di ristrutturazione. Sono state completate le bonifiche e demolizioni preliminari e sono in corso lavori con i quali si sta trasformando in maniera sostanziale la conformazione interna dell'immobile. Il restauro della facciata dei Magazzini Contratti è stata completata ed è visibile da Via Tommaso Grossi.

## Descrizione
L'edificio possiede una facciata eclettica, leggermente concava. Fu costruito inglobando i vecchi Magazzini Contratti la cui facciata è ancora visibile in via Tommaso Grossi. Il palazzo si sviluppa su cinque piani. L'entrata principale in piazza Cordusio è composta da tre porte sormontate da archi e incorniciate da quattro semi colonne ioniche.